# Lachnea caerulea
Lachnea caerulea är en svampart som först beskrevs av James Bolton, och fick sitt nu gällande namn av Pier Andrea Saccardo 1889. Lachnea caerulea ingår i släktet Lachnea och familjen Pyronemataceae.   Inga underarter finns listade i Catalogue of Life.